# A túlélés ára
A túlélés ára (eredeti cím: We Die Young) 2019-ben bemutatott bolgár-amerikai akció-dráma, melyet Lior Geller írt és rendezett. A főszereplők Jean-Claude Van Damme, Elijah Rodriguez, Nicholas Sean Johnny, David Castañeda és Charlie MacGechan.
Az Amerikai Egyesült Államokban 2019. március 1-én mutatták be, Magyarországon DVD-n jelent meg szinkronizálva 2020. február elején.

## Cselekmény
Lucas (Elijah Rodriguez) az MS-13-nak dolgozik, amely Washington egyik legnagyobb bandája. Amikor a kegyetlen drogbáró Rincon (David Castañeda) beszervezi Lucas 10 éves öccsét, Miguelt (Nicholas Sean Johnny), hogy futárként dolgozzon, Lucas kétségbeesetten próbálja megvédeni őt. Egy idős háborús veterán (Jean-Claude Van Damme) segítségével Lucasnak meg kell próbálnia megóvni testvérét a gonosz drogbárótól és embereitől.

## Szereplők
| Szereplő   | Színész                | Magyar hang   |
| ---------- | ---------------------- | ------------- |
| Daniel     | Jean-Claude Van Damme  | Mihályi Győző |
| Rincon     | David Castañeda        | Tokaji Csaba  |
| Lucas      | Elijah Rodriguez       |               |
| Miguel     | Nicholas Sean Johnny   |               |
| Jester     | Charlie MacGechan      | Előd Álmos    |
| Anna       | Joana Metrass          |               |
| Mousey     | Dean John-Wilson       |               |
| Brenda     | Kerry Bennett          |               |
| Carlo      | Tony Wredden           | Csuha Lajos   |
| Tomas atya | Karlos Klaumannsmoller | Németh Gábor  |